# Pisione parapari
Pisione parapari é uma espécie de anelídeo pertencente à família Sigalionidae.
A autoridade científica da espécie é Moreira, Quintas & Troncoso, tendo sido descrita no ano de 2000.
Trata-se de uma espécie presente no território português, incluindo a sua zona económica exclusiva.